# Urugwaj na Letnich Igrzyskach Olimpijskich 1936
Urugwaj na Letnich Igrzyskach Olimpijskich w 1936 roku reprezentowało 37 zawodników (wszyscy mężczyźni) w 6 dyscyplinach. Nie zdobyli oni podczas olimpiady żadnego medalu dla swej reprezentacji.
Był to czwarty występ Urugwaju na letnich igrzyskach olimpijskich.

## Wyniki zawodników

### Boks
| Zawodnik           | Konkurencja                 | 1/16 finału                          | 1/8 finału                             | Ćwierćfinały                        | Półfinały        | Finał/O brąz     | Pozycja | Źródło |
| Zawodnik           | Konkurencja                 | Przeciwnik Wynik                     | Przeciwnik Wynik                       | Przeciwnik Wynik                    | Przeciwnik Wynik | Przeciwnik Wynik | Pozycja | Źródło |
| ------------------ | --------------------------- | ------------------------------------ | -------------------------------------- | ----------------------------------- | ---------------- | ---------------- | ------- | ------ |
| Fidel Tricánico    | Waga musza (50,802 kg)      | BYE                                  | BYE                                    | W. Kaiser Porażka – decyzja sędziów | NQ               | NQ               | 5-8.    | [ 1 ]  |
| Alfredo Petrone    | Waga kogucia (53,525 kg)    | J. de Moor Wygrana – decyzja sędziów | G. Wilson Porażka – decyzja sędziów    | NQ                                  | NQ               | NQ               | 9-16.   | [ 2 ]  |
| Arquímedes Arrieta | Waga piórkowa (57,152 kg)   | S. Miyama Wygrana – decyzja sędziów  | J. Treadaway Porażka – decyzja sędziów | NQ                                  | NQ               | NQ               | 9-15.   | [ 3 ]  |
| Francisco Costanzo | Waga półśrednia (66,678 kg) | R. Tritz Porażka – DSQ w 2. rundzie  | NQ                                     | NQ                                  | NQ               | NQ               | 17-24.  | [ 4 ]  |
| Juan Bregaliano    | Waga średnia (72,574 kg)    | BYE                                  | J. Despeaux Porażka – decyzja sędziów  | NQ                                  | NQ               | NQ               | 9-16.   | [ 5 ]  |
| Antonio Adipe      | Waga półciężka (79,378 kg)  | BYE                                  | T. Griffin Porażka – decyzja sędziów   | NQ                                  | NQ               | NQ               | 9-15.   | [ 6 ]  |
| José Feans         | Waga ciężka (>79,378 kg)    | BYE                                  | S. Piłat Wygrana – decyzja sędziów     | G. Lovell Porażka – KO w 2. rundzie | NQ               | NQ               | 5-8.    | [ 7 ]  |

### Koszykówka
| Zawodnicy        | 1/32 finału      | Baraż o 1/16 finału | 1/16 finału              | Baraż o 1/8 finału | 1/8 finału                                | Ćwierćfinał      | Mecze o miejsca 5-8 | Mecze o miejsca 5-8 | Półfinał         | Finał/O brąz     | Pozycja | Źródło |
| Zawodnicy        | 1/32 finału      | Baraż o 1/16 finału | 1/16 finału              | Baraż o 1/8 finału | 1/8 finału                                | Ćwierćfinał      | Półfinał            | Finał               | Półfinał         | Finał/O brąz     | Pozycja | Źródło |
| Zawodnicy        | Przeciwnik Wynik | Przeciwnik Wynik    | Przeciwnik Wynik         | Przeciwnik Wynik   | Przeciwnik Wynik                          | Przeciwnik Wynik | Przeciwnik Wynik    | Przeciwnik Wynik    | Przeciwnik Wynik | Przeciwnik Wynik | Pozycja | Źródło |
| ---------------- | ---------------- | ------------------- | ------------------------ | ------------------ | ----------------------------------------- | ---------------- | ------------------- | ------------------- | ---------------- | ---------------- | ------- | ------ |
| drużyna mężczyzn | Łotwa P 17:20    | Belgia W 17:10      | Królestwo Egiptu W 36:23 | BYE                | Pierwsza Republika Czechosłowacka W 28:19 | Kanada P 21:43   | Peru W – walkower   | Filipiny P 23:33    | BYE              | BYE              | 6.      | [ 8 ]  |

#### Kadra
- Alejandro González Roig
- Carlos Gabín
- Gregorio Agós Muruzabal
- Humberto Bernasconi Galvar
- Leandro Gómez Harley
- Prudencio de Pena Gómez
- Rodolfo Braselli
- Tabaré Quintans
- Víctor Miguel Tomás Latou Jaume

### Piłka wodna
| Zawodnicy        | Grupa eliminacyjna | Grupa eliminacyjna      | Grupa eliminacyjna | Grupa eliminacyjna     | Grupa eliminacyjna | Grupa półfinałowa | O miejsca 5-8. | Grupa finałowa | Pozycja | Źródło |
| Zawodnicy        | Przeciwnik Wynik   | Przeciwnik Wynik        | Przeciwnik Wynik   | Bilans meczów i bramek | Pozycja w grupie   | Grupa półfinałowa | O miejsca 5-8. | Grupa finałowa | Pozycja | Źródło |
| ---------------- | ------------------ | ----------------------- | ------------------ | ---------------------- | ------------------ | ----------------- | -------------- | -------------- | ------- | ------ |
| drużyna mężczyzn | Belgia P 0:1       | Stany Zjednoczone P 1:2 | Holandia R 1:1     | 0-2-1 2-4              | 4.                 | NQ                | NQ             | NQ             | 13-16.  | [ 8 ]  |

#### Kadra
- Enrique Pereira Kliche
- Julio César Costemalle
- Maximino García Rodríguez
- Francisco Figueroa Serantes
- Hugo García Rodríguez
- Alberto Batignani Trucco
- José Gabino Castro Porca

### Szermierka
| Zawodnik                                                                                              | Konkurencja          | Grupa eliminacyjna | Grupa eliminacyjna | Grupa eliminacyjna | Grupa ćwierćfinałowa                                                                 | Grupa ćwierćfinałowa | Grupa ćwierćfinałowa | Grupa półfinałowa                                                                      | Grupa półfinałowa | Grupa półfinałowa | Grupa finałowa   | Grupa finałowa | Grupa finałowa | Źródło |
| Zawodnik                                                                                              | Konkurencja          | Przeciwnik Wynik | Bilans             | Pozycja            | Przeciwnik Wynik                                                                     | Bilans               | Pozycja              | Przeciwnik Wynik                                                                       | Bilans            | Pozycja           | Przeciwnik Wynik | Bilans         | Pozycja        | Źródło |
| --- | -------------------- | --- | ------------------ | ------------------ | ------------------------------------------------------------------------------------ | -------------------- | -------------------- | -------------------------------------------------------------------------------------- | ----------------- | ----------------- | ---------------- | -------------- | -------------- | ------ |
| París Rodríguez Riet                                                                                  | Szabla indywidualnie | V. Pinton P 3:5 D. Vasilev W 5:1 I. Tingdahl W 5:3 C. Merlo W 5:2 P. Pintarić W 5:2 P. van Wieringen P 4:5                           | 4-2                | 3. (Q)             | A. Gerevich W 5:2 R. Van Den Neucker W 5:1 J. Moreno W 5:1 W. Dobrowolski P 1:5      | 3-1                  | 1. (Q)               | E. Kabos P 2:5 A. Sobik P 3:5 G. Gaudini P 4:5 P. van Wieringen W 5:1 É. Gardère W 5:1 | 2-3               | 4.                | NQ               | NQ             | NQ             | [ 9 ]  |
| José Julián de la Fuente Vázquez                                                                      | Szabla indywidualnie | John Huffman P 2:5 H. Frass von Friedenfeldt W 5:2 K. Botasis W 5:4 F. Collinge W 5:2 B de la Guardia W 5:0 E. Hammer Sørensen P 3:5 | 4-2                | 2. (Q)             | H. Loisel P 1:5 L. Rajcsányi P 0:5 E. Laermans W 5:3 G. Harry W 5:2 J. Benedik W 5:3 | 3-2                  | 3. (Q)               | V. Pinton P 3:5 L. Rajcsányi P 1:5 W. Segda P 3:5 Dimitar Vasilev W 5:3                | 1-3               | 5.                | NQ               | NQ             | NQ             | [ 9 ]  |
| Carmelo Bentancur                                                                                     | Szabla indywidualnie | A. Gerevich P 2:5 M. Faure P 2:5 R. Brook P 4:5 W. Segda W 5:3 J. M. Brunet W 5:4 M. Psarrakis W 5:3 G. Heywaert W 5:3               | 4-3                | 5.                 | NQ                                                                                   | NQ                   | NQ                   | NQ                                                                                     | NQ                | NQ                | NQ               | NQ             | NQ             | [ 9 ]  |
| Carmelo Bentancur José Julián de la Fuente Vázquez Hildemaro Lista París Rodríguez Riet Jorge Rolando | Szabla drużynowo     | Rumunia W 8:8 (60:57) | 1-0                | 2. (Q)             | Węgry P 2:14 Austria P 5:11                                                          | 0-2                  | 3.                   | NQ                                                                                     | NQ                | NQ                | NQ               | NQ             | NQ             | [ 10 ] |

### Wioślarstwo
| Zawodnik                                                                           | Konkurencja           | Eliminacje | Eliminacje | Baraże o półfinał | Baraże o półfinał | Półfinały | Półfinały | Finał | Finał   | Źródło |
| Zawodnik                                                                           | Konkurencja           | Czas       | Pozycja    | Czas              | Pozycja           | Czas      | Pozycja   | Czas  | Pozycja | Źródło |
| ---------------------------------------------------------------------------------- | --------------------- | ---------- | ---------- | ----------------- | ----------------- | --------- | --------- | ----- | ------- | ------ |
| Arquímedes Juanicó                                                                 | Jedynki               | 7:39,6     | 4.         | 7:52,4            | 4.                | NQ        | NQ        | NQ    | NQ      | [ 11 ] |
| Baldomiro Benquet Gabriel Benquet                                                  | Dwójki bez sternika   | 7:42,1     | 3.         | —                 | —                 | 9:00,8    | 2.        | NQ    | NQ      | [ 12 ] |
| León Sánchez Juan Andrés Dutra Romero Julio Flebbe Francisco Sunara Isidoro Alonso | Czwórki ze sternikiem | 7:42,1     | 4.         | —                 | —                 | 8:08,3    | 3.        | NQ    | NQ      | [ 13 ] |

### Żeglarstwo
| Zawodnik              | Konkurencja   |         | Wyścig | Wyścig | Wyścig | Wyścig | Wyścig | Wyścig | Wyścig | Wynik końcowy | Źródło |
| Zawodnik              | Konkurencja   | 1       | 2      | 3      | 4      | 5      | 6      | 7      |        | Wynik końcowy | Źródło |
| --------------------- | ------------- | ------- | ------ | ------ | ------ | ------ | ------ | ------ | ------ | ------------- | ------ |
| Eugenio Lauz Santurio | Klasa O-Jolle | Pozycja | 15.    | 16.    | 12.    | 2.     | 15.    | 21.    | 10.    | 14.           | [ 14 ] |
| Eugenio Lauz Santurio | Klasa O-Jolle | Punkty  | 11     | 10     | 14     | 24     | 11     | 5      | 16     | 91            | [ 14 ] |